# DSM-Firmenich
DSM-Firmenich AG (ehemals Koninklijke DSM N.V.) mit Sitz in Heerlen in den Niederlanden und Kaiseraugst in der Schweiz ist ein börsennotierter Chemiekonzern. Das Unternehmen hat etwa 29.301 Beschäftigte. Es verfügt über Standorte in 47 Staaten der Erde. DSM hat insgesamt 210 Produktionsstandorte und Büros weltweit und setzte 2023 rund 10 Mrd. EUR um. Die DSM-Firmenich AG gehört zu den 500 größten Familienunternehmen der Welt.

## Geschichte

Logo bis 2011

DSM (englisch Dutch State Mines, niederländisch Nederlandse Staatsmijnen, deutsch Niederländische Staats Bergwerke) wurde 1902 als Bergbauunternehmen gegründet. Im Laufe der Jahre wurde das Unternehmen auch im Chemiesektor tätig. In den 1960er Jahren traf die niederländische Regierung die Entscheidung, alle staatseigenen Kohlebergwerke zu schließen. 1973 wurde die letzte staatseigene Zeche geschlossen. Die Regierung förderte die Chemiestandorte, um Arbeitsplätze für die arbeitslosen Bergleute zu schaffen. 1989 wurde DSM privatisiert. Im Jahre 2002 verkaufte das Unternehmen seine Erdölabteilung an das saudi-arabische Unternehmen SABIC. Ebenso erwarb es den Unternehmensbereich Nahrungsergänzung und -zusatzstoffe von Hoffmann-La Roche, mit einem Produktionswerk in Kaiseraugst.

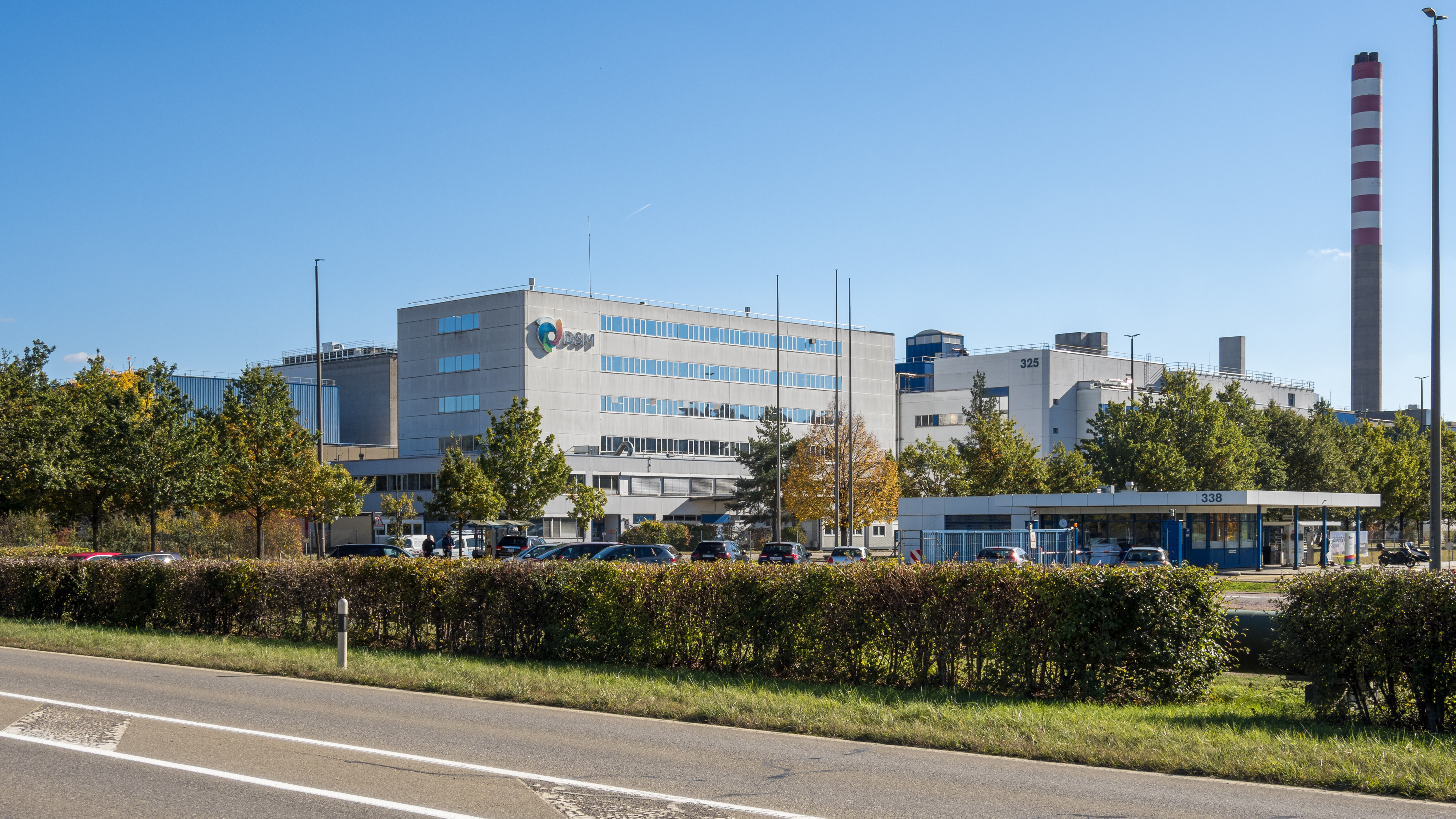
DSM Produktionsstandort in Sisseln/Aargau (Roche Areal)

 Danach wurden weitere Hersteller von Nahrungsergänzungsmittel übernommen wie Martek im Jahr 2011, Ocean Nutrition Canada im Jahr 2012, Fortitech im Jahr 2012 und Tortuga im Jahr 2013.
Heute produziert das Unternehmen Industriechemikalien, Arzneimittel (Antibiotika etc.), Nahrungsergänzungsmittel (Vitamine etc.).
Im Mai 2022 gab DSM die geplante Fusion mit dem Schweizer Aromenhersteller Firmenich zu DSM-Firmenich bekannt. Die Einbringung von Firmenich wurde am 8. Mai 2023 vollzogen. Die Stammaktie von DSM-Firmenich wird seit 18. April 2023 an der Euronext Amsterdam gehandelt (ISIN CH1216478797).

## Lobby gegen das Verbot von Vitaminwerbung
Das Unternehmen DSM kämpft nach Recherchen von Zeit Online auf europäischer Ebene gegen ein Verbot von Vitaminwerbung auf ungesunden Lebensmitteln. Die Lobbyarbeit übernimmt hier speziell die „Gesellschaft zur Information über Vitalstoffe und Ernährung e. V.“ (GIVE e. V.), zu der sich DSM und weitere fünf Hersteller von Vitaminen zusammengeschlossen haben.
DSM betreibt die Informationsseite nutri-facts.org, veröffentlicht Bücher und Studien, in denen die Wirkung zugesetzter Vitamine positiv dargestellt wird und übernimmt die Finanzierung von Konferenzen und Fachtagungen über den vermeintlichen Vitaminmangel in westlichen Ländern.
Das Unternehmen hat weltweit 25 firmeneigene Forscher in Universitäten platziert. DSM fördert die wissenschaftliche Arbeit von u. a. deutschen Professoren zum Thema Vitamine finanziell.